# Закарія Драуї
Закарія Драуї (араб. سفيان بالغ, нар. 20 лютого 1994, Хуссейн Дей) — алжирський футболіст, півзахисник клубу «Белуїздад».
Виступав, зокрема, за олімпійську збірну Алжиру.

## Клубна кар'єра
У дорослому футболі дебютував 2014 року виступами за команду клубу «Белуїздад», кольори якої захищає й донині.

## Виступи за збірну
2016 року захищав кольори олімпійської збірної Алжиру. У складі цієї команди провів 1 матч. У складі збірної — учасник футбольного турніру на Олімпійських іграх 2016 року у Ріо-де-Жанейро.

## Титули і досягнення
- Переможець Кубка арабських націй: 2021